# Багуи, Оскар
О́скар Дальми́ро Ба́гуи Ангу́ло (исп. Óscar Dalmiro Bagüi Angulo; 10 декабря 1982, Эсмеральдас) — эквадорский футболист, игравший на позиции защитника. Выступал в сборной Эквадора.

## Клубная карьера
В профессиональном футболе дебютировал в 2001 году, выступая за команду «Ольмедо», в которой провёл семь сезонов, приняв участие в 176 матчах чемпионата. Большую часть времени, проведённого в составе «Ольмедо», был основным игроком защиты команды.
Своей игрой за эту команду Багуи привлёк внимание представителей тренерского штаба клуба «Барселона Гуаякиль», в состав которого присоединился в 2008 году. Сыграл за гуаякильскую команду следующие два сезона своей игровой карьеры. Играя в составе гуаякильской «Барселоны», также в основном выходил на поле с первых минут.
В течение 2010 года защищал цвета команды «Универсидад Католика Кито».
В состав «Эмелека» присоединился в 2011 году. В 2013 году он выиграл с клубом чемпионат. С тех пор успел сыграть за гуаякильскую команду более двухсот матчей в национальном первенстве. В конце сезона 2021 года объявил о завершении карьеры.

## Выступления за сборную
26 января 2005 года Багуи дебютировал в составе национальной сборной Эквадора в товарищеском матче против Панамы. В составе сборной был участником розыгрыша Кубка Америки 2007 в Венесуэле. Эквадор покинул турнир, проиграв все три матча группового раунда. На данный момент провёл в форме главной команды страны более 20 матчей.